# پتاسیم فری‌سیانید
پتاسیم فری‌سیانید (به انگلیسی: Potassium ferricyanide) با فرمول شیمیایی  K3[Fe(CN)6] یک ترکیب شیمیایی با شناسه پاب‌کم 26250 است. که جرم مولی آن 329.24 g/mol می‌باشد. شکل ظاهری این ترکیب، بلورهای قرمز تیره است. پتاسیم فری سیانید خود سمیت کمی دارد ولی در شرایط اسیدی و یا در اثر حرارت، تجزیه شده و گاز های شدیدا سمی و مهلک متصاعد می کند. 